# Natation aux Jeux africains de 1973
Navigation
Jeux africains 1965 Jeux africains 1978
Les compétitions de natation aux Jeux africains de 1973 ont comporté 22 épreuves dont 9 pour les féminines qui participent pour la première fois à ce sport.  La République arabe unie s’est de nouveau octroyé le leadership.

## Médaillés

### Hommes
| Épreuves               | Or                                    | Argent                               | Bronze                                |
| Nage libre             | Nage libre                            | Nage libre                           | Nage libre                            |
| ---------------------- | ------------------------------------- | ------------------------------------ | ------------------------------------- |
| 100 m                  | Alaa Gabr 57 s 0                      | Ali Kenawi 57 s 2                    | Ali Gharbi 57 s 20                    |
| 200 m                  | Ali Kenawi 2 min 3 s 60               | Ali Gharbi 2 min 5 s 30              | Amin Ahmed Adel Youssef 2 min 6 s 25  |
| 400 m                  | Ali Gharbi 4 min 25 s 23              | Ali Kenawi 4 min 25 s 85             | Amin Ahmed Adel Youssef 4 min 36 s 69 |
| Dos                    |                                       |                                      |                                       |
| 100 m                  | Amin Ahmed Adel Youssef 1 min 2 s 14  | Ali Gharbi 1 min 5 s 79              | Gharib Attia 1 min 5 s 61             |
| 200 m                  | Amin Ahmed Adel Youssef 2 min 22 s 35 | Christopher Adingupu 2 min 26 s 20   | Gharib Attia 2 min 26 s 86            |
| Brasse                 |                                       |                                      |                                       |
| 100 m                  | Mohsen Abdelkawi 1 min 13 s 06        | Omar Mouloud 1 min 15 s 57           | Gharib Attia 1 min 15 s 61            |
| 200 m                  | Mohsen Abdelkawi 2 min 41 s 78        | Gharib Attia 2 min 46 s 69           | Chaffai Boubguira 2 min 47 s 98       |
| Papillon               |                                       |                                      |                                       |
| 100 m                  | John Ebito 1 min 1 s 62               | Amin Ahmed Adel Youssef 1 min 2 s 51 | Noureddine Boutaghou 1 min 30 s 80    |
| 200 m                  | Noureddine Boutaghou 2 min 24 s 34    | Ali Kenawi 2 min 25 s 11             | Medhat Saad 2 min 28 s 03             |
| Quatre nages           |                                       |                                      |                                       |
| 200 m                  | Gharib Attia 2 min 20 s 73            | Ali Gharbi 2 min 23 s 50             | Amin Ahmed Adel Youssef 2 min 24 s 20 |
| Relais                 |                                       |                                      |                                       |
| 4 × 100 m nage libre   | Égypte 3 min 48 s 67                  | Algérie 3 min 57 s 95                | Nigeria 4 min 4 s 29                  |
| 4 × 200 m nage libre   | Égypte 8 min 30 s 70                  | Algérie 8 min 40 s 56                | Nigeria 9 min 30 s 48                 |
| 4 × 100 m quatre nages | Égypte 4 min 17 s 29                  | Nigeria 4 min 24 s 98                | Algérie 4 min 28 s 20                 |

### Femmes
| Épreuves               | Or                            | Argent                        | Bronze                      |
| Nage libre             | Nage libre                    | Nage libre                    | Nage libre                  |
| ---------------------- | ----------------------------- | ----------------------------- | --------------------------- |
| 100 m                  | Faten Afifi 1 min 9 s 56      | Nesrine Sayed 1 min 11 s 08   | Bassey Ebito 1 min 13 s 78  |
| 200 m                  | Faten Afifi 2 min 31 s 15     | Nahla Demerdech 2 min 35 s 59 | Angela Hugues 2 min 38 s 53 |
| Dos                    |                               |                               |                             |
| 100 m                  | Faten Afifi 1 min 16 s 24     | G. Mambula 1 min 25 s 09      | Angela Hugues 1 min 25 s 13 |
| Brasse                 |                               |                               |                             |
| 100 m                  | Youna Shennaoui 1 min 26 s 90 | Dalila Berriche 1 min 28 s 30 | Glenys Clark 1 min 30 s 03  |
| 200 m                  | Dalila Berriche 3 min 8 s 39  | Nevin Salah 3 min 8 s 70      | Glenys Clark 3 min 12 s 30  |
| Papillon               |                               |                               |                             |
| 100 m                  | Faten Afifi 1 min 14 s 57     | Nahla Demerdech 1 min 19 s 75 | Funke Zedomi 1 min 29 s 75  |
| Quatre nages           |                               |                               |                             |
| 200 m                  | Faten Afifi 2 min 50 s 02     | Raouia Mansour 2 min 54 s 87  | Glenys Clark 3 min 6 s 75   |
| Relais                 |                               |                               |                             |
| 4 × 100 m nage libre   | Égypte 4 min 50 s 96          | Nigeria 5 min 8 s 79          | Ghana 6 min 50 s 45         |
| 4 × 100 m quatre nages | Égypte 5 min 17 s 70          | Nigeria 5 min 44 s 10         | Ghana 6 min 58 s 98         |

## Tableau des médailles
- Nation organisatrice

| Rang  | Nation  | Or | Argent | Bronze | Total |
| ----- | ------- | -- | ------ | ------ | ----- |
| 1     | Égypte  | 18 | 10     | 7      | 35    |
| 2     | Tunisie | 2  | 4      | 2      | 8     |
| 3     | Nigeria | 1  | 5      | 4      | 10    |
| 4     | Algérie | 1  | 3      | 2      | 6     |
| 5     | Zambie  | 0  | 0      | 5      | 5     |
| 6     | Ghana   | 0  | 0      | 2      | 2     |
| Total | Total   | 22 | 22     | 22     | 66    |

## Source
- (ar) « Les sixièmes Jeux africains, Zimbabwe 1995 », Al-Ahram Sports, No 298, du 12 septembre 1995 (numéro spécial).